# Jet privato
Jet privato è un singolo del rapper italiano Lele Blade, pubblicato il 18 ottobre 2024 come terzo estratto dal terzo album in studio Con i miei occhi. Il brano vanta la collaborazione del rapper italiano Luchè.

## Tracce
Testi di Alessandeo Arena e Luca Imprudente, musiche di Andrea Moroni, Simone De Ledda.
1. Jet privato (feat. Luchè) – 3:04